# Achazja van Israël

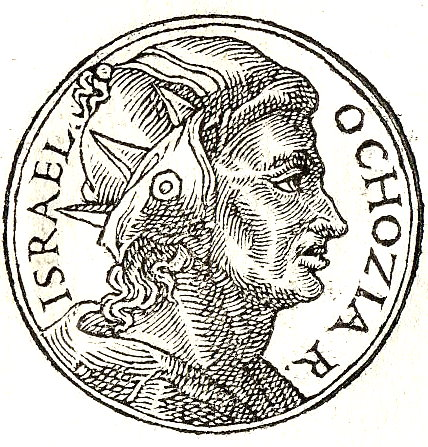
Achazja volgens het Promptuarii Iconum Insigniorum

Achazja was volgens de Bijbel van 850 v.Chr. tot 849 v.Chr. koning van Israël.
Hij was een zoon van Achab en Izebel. Over zijn regeerperiode wordt in hoofdstuk 1 van het Bijbelboek 2 Koningen slechts iets geschreven over de periode voor zijn dood. Achazja viel kort na aanvang van zijn regering uit het raam van het paleis. Hij stuurde twee dienaren om Baäl-Zebub, de god van de stad Ekron, te vragen of hij ooit weer zou herstellen. In plaats daarvan kwamen de dienaren onderweg de profeet Elia tegen, die voorspelde dat de koning zou sterven. Nadat Elia deze voorspelling in eigen persoon voor Achazja had herhaald, stierf de koning. Omdat Achazja geen kinderen had, werd hij opgevolgd door zijn broer Joram.
Achazja van Israël moet niet verward worden met Achazja, de koning van het buurkoninkrijk Juda, die een achterneef was van koning Achazja van Israël en omstreeks dezelfde tijd leefde.